# اسماعیل شخلی
اسماعیل شخلی (ترکی آذربایجانی: İsmayıl Şıxlı) با نام کامل اسماعیل شخلی قهرمان اوغلو (به ترکی استانبولی: İsmayıl Şıxlınski Qəhrəman oğlu) (متولد ۱۹۱۹ قازاخ - درگذشت ۱۹۹۵ باکو) نویسنده و شاعر معاصر آذربایجانی به‌شمار می‌رود.

## شرح حال
اسماعیل شخلی در تاریخ ۲۲ مارس سال ۱۹۱۹ میلادی در ایکینجی شیخلی از توابع شهرستان قازاخ زاده شد و دوران آموزش ابتدایی در زادگاه به پایان رسانید. وی تأثیراتی از اشعار و سخنرانی‌های صمد وورغون گرفته و جشن صدسالگی الکساندر پوشکین را در قازاخ گرفته‌بود. شخلی جهت طی تحصیلات عالیه وارد مؤسسه آموزشی دولتی باکو که امروزه دانشگاه زبان آذربایجان تبدیل شده‌است، وارد شد. وی در طول تحصیل تحت تأثیر آثار صمد وورغون و هنرهای مردمی عاشیق‌ها قرار گرفت و شروع به نوشتن اشعاری کرد. اولین اشعار وی با نام قوشلار (به ترکی آذربایجانی: Quşlar) (فارسی:پرندگان) در روزنامهٔ ادبیات به سال ۱۹۳۸ منتشر کرد. اسماعیل شخلی در زمینه آداب و رسوم، سنت‌های باستانی و ملی نوسیندگی نیز مهارت داشت و اولین نوشته وی دَلی کور (به ترکی آذربایجانی: Dəli Kür) (فارسی:کور دیوانه) است، که توسط آذربایجان فیلم در سال ۱۹۶۹ فیلمبرداری شد. وی در ۱۵ سپتامبر ۱۹۴۲ برای خدمت سربازی داوطلبانه در جنگ جهانی دوم تا سال ۱۹۴۵ حضور داشت.

## فعالیت
پس از بازگشت از جنگ، دوباره شروع به نوشتن کرد و اولین رمان خود را با عنوان حکیم ناقیلی (به ترکی آذربایجانی: Həkimin nağılı) (فارسی: داستان دکتر) در سال ۱۹۴۷ منتشر شد. اسماعیل شخلی در طول سال‌های ۱۹۶۸–۱۹۶۵ مدیریت اتحادیه نویسندگان جمهوری آذربایجان را بر عهده داشت. سپس مابین سال‌های ۱۹۷۶–۱۹۷۸ سردبیر مجله آذربابجان بود
شخلی به عنوان معاون در مجلس عالی اتحاد جماهیر شوروی از آذربایجان خدمت کرده بود، و نشان‌های شرف، بنر سرخ و شهرت را دریافت کرد. وی در تاریخ ۲۶ ژوئیه ۱۹۹۵ درگذشت و در پارک مفاخر باکو مدفون گشت.

## آثار
- اؤلن دونیام (به ترکی آذربایجانی: Ölən Dünyam) (فارسی:دنیای مردنی من)
- دلی کور (به ترکی آذربایجانی: Dəli Kür) (فارسی: دیوانه کور)
- اؤلؤلری قبریستانا باستیرین (به ترکی آذربایجانی: Ölüləri Qəbristanda basdirin) (فارسی: مردگان را در قبرستان دفن کنید)
- ناموس قاچاغی (به ترکی آذربایجانی: Namus Qaçağı) (فارسی:تبعید شأن و کرامت انسانی)
- نامرد گؤللسی (به ترکی آذربایجانی: Namərd Gülləsı) (فارسی:گلوله ترسو)